# Coleophora discordella
Coleophora discordella é uma espécie de mariposa do gênero Coleophora pertencente à família Coleophoridae.